# Parlamento delle Isole Cayman
Il Parlamento delle Isole Cayman è il ramo legislativo unicamerale del governo delle Isole Cayman, territorio d'oltremare britannico. È composto da 21 membri, 19 eletti per un mandato di 4 anni in due sedi circoscrizionali e 2 membri ex-officio.

## Storia
Un primo parlamento alle isole Cayman fu istituito nel 1831, quando le isole dipendevano dalla colonia della Giamaica.
L'attuale edificio dell'Assemblea legislativa è stato costruito sul sito dell'ex Parco Reale della Principessa. La progettazione dell'edificio è stata oggetto di alcune controversie quando è stata selezionata come vincitrice di un concorso internazionale di architettura. La pietra angolare fu posta dal Capitano Rayal Brazly Bodden, il 29 settembre 1971. L'edificio fu completato nel luglio 1972.
L'edificio rinnovato e ampliato è stato inaugurato con l'apertura della sessione legislativa il 2 luglio 2004, due mesi prima dell'uragano Ivan, che ha devastato Grand Cayman per un periodo di due giorni (11-12 settembre 2004). L'edificio ha resistito alla tempesta con leggeri danni al tetto.
Diciannove membri dell'Assemblea legislativa sono attualmente eletti col criterio "una persona, un voto", a seguito di un decreto della Costituzione nel 2015. Ciò ha sostituito il sistema elettorale dall'emendamento costituzionale del 2009. I due membri nominati d'ufficio, il vice-governatore e il procuratore generale sono nominati dal governatore delle Isole Cayman, a sua volta scelto dal governo britannico.
Il 3 dicembre 2020, con l’approvazione del “Cayman Islands Constitution (Amendment) Order 2020”, l’Assemblea Legislativa è rinominata “Parlamento delle Isole Cayman”.

## Elezioni
Le elezioni alle Cayman si svolgono ogni 4 anni. Dal 2005 hanno visto il predominio di due partiti, il Movimento Progressista del Popolo, di stampo socialdemocratico, e il Partito Democratico delle Cayman (ex Partito Democratico Unito), di stampo liberale e liberista. Nel 2017 la maggior parte degli eletti furono invece indipendenti.

### Risultati[3]
|      | Indipendenti | MPP | PDC/PDU | Altri | Seggi eletti |
| ---- | ------------ | --- | ------- | ----- | ------------ |
| 2005 | 1            | 9   | 5       | 0     | 15           |
| 2009 | 1            | 5   | 9       | 0     | 15           |
| 2013 | 2            | 9   | 3       | 4     | 18           |
| 2017 | 9            | 7   | 3       | 0     | 19           |
| 2021 | 12           | 7   | 0       | 0     | 19           |